# Теория дрейфа материков

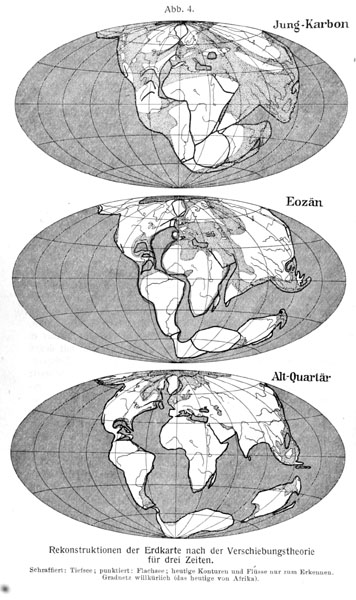
Схема горизонтального движения континентов А. Вегенера (1929)

Тео́рия дре́йфа материко́в (англ. Continental drift; гипотеза спрединга, Тектоника плит, мобилизм) — геотектоническая теория разрабатываемая с 1912 года немецким учёным Альфредом Вегенером на основе накапливающихся научных данных.

## История
Совпадение очертаний побережья Африки и Южной Америки было замечено Фрэнсисом Бэконом ещё в 1620-х годах. Идею о движении материков выдвинул в 1668 французский теолог Франко Плаке. Немецкий теолог Теодор Лилиенталь пошёл дальше Бэкона, когда в 1756 предположил, что побережья Африки и Южной Америки точно соответствуют друг другу. Антонио Снидер, живший в Париже американец, в 1858 году предположил, что когда Земля остывала, она сжималась неравномерно, и по этой причине вещество на поверхности раскололось на части. Он представил, кроме того, общие для двух материков горные породы и ископаемые остатки. Евграф Быханов, российский астроном-любитель, в своей книге 1877 года сформулировал гипотезу горизонтального перемещения материков.

## Теория Вегенера

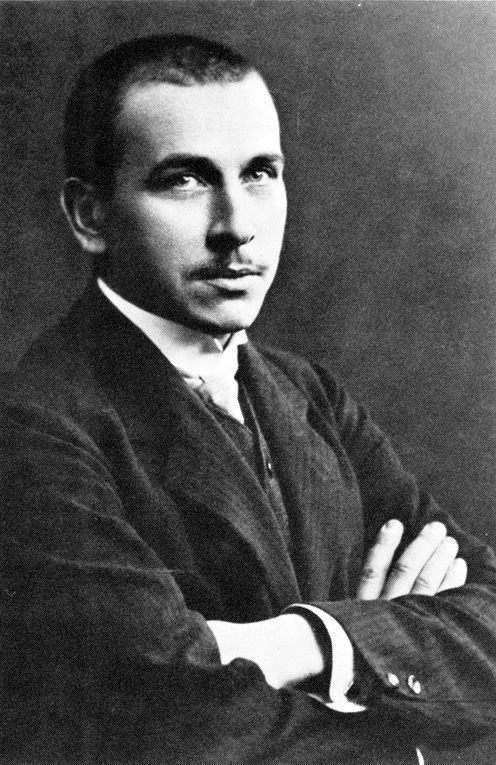
А. Вегенер, 1910

Первую научную теорию медленного дрейфа материков сформулировал немецкий метеоролог и геолог Альфред Вегенер. В 1912 году он указал на многочисленные сходства в геологическом строении континентов, а также на общность ископаемой флоры и фауны в геологическом прошлом. Веским доказательством было также совпадение климата в отдалённых эпохах.
Вегенер утверждал, что сначала на поверхности Земли возник тонкий слой гранитных пород. Со временем гранитные глыбы сконцентрировались в один большой праконтинент — Пангею, что произошло около 570—280 млн лет назад. Тогда же образовался праокеан, который окружал эту сушу. Затем Пангея раскололась и продолжала распадаться на более мелкие части. Эта революционная для тех лет теория достаточно просто объясняла многие непонятные геологические факты.
Механизм движения континентов Вегенер обосновал действием центробежных сил в результате вращения Земли и взаимным притяжением Земли, Солнца и Луны. Таким образом он объяснял отдаление Северной Америки от Европы и Африки, возникновение Атлантического океана, а также интенсивное образование грандиозных складчатых горных цепей Кордильер и Анд во фронтальной части обоих американских материков, надвигающихся на тихоокеанскую платформу. Дрейфование континентов от полюсов в направлении экватора, вызванное вращательным движением Земли, привело к столкновению Европы и Африки, в результате чего в Африке образовались Атласские горы, а в Европе — Альпы, Карпаты, Динарское нагорье и другие горные цепи. Появление Гималаев в свою очередь было результатом столкновения Деканского нагорья с Азией. Эти молодые горные цепи возникли в результате медленного движения континентов почти перпендикулярно к общепризнанным по Вегенеру направлениям дрейфа. Более старые горные цепи ориентированы в иных направлениях, которые Вегенер объяснял другим в то время местоположением как полюсов, так и оси вращения Земли, от которых зависело направление дрейфа. Гипотеза Альфреда Вегенера получила название «Теории мобилизма», от mobile — «движение», «подвижный».

## Критика теории дрейфа материков и мобилизма
Теория дрейфа материков в СССР в 1960-е гг. преподавалась в средней школе как основная теория строения Земли, а школьный атлас издания 1963 года содержал указания на скорости и направления дрейфа материков. Тем не менее, существовали в качестве второстепенных и другие теории. 
Главным сторонником концепции фиксизма, резко отрицавшего мобилистские концепции, был русский геолог М. А. Усов, отстаивавший «пульсационную гипотезу» геологического развития Земли. Эту теорию поддерживали многие геологи В. А. Обручев, С. В. Обручев и другие.

## Дальнейшее развитие концепций мобилизма
В 1960-е годы в ходе картирования дна Мирового океана были открыты срединно-океанические хребты, происхождение которых было неизвестно. Вскоре Р. Дитц и Г. Хесс выдвинули гипотезу спрединга. Согласно этой гипотезе, в мантии происходит конвекция со скоростью около 1 см/год. Восходящие ветви конвекционных ячеек выносят под срединно океаническими хребтами мантийный материал, который обновляет океаническое дно в осевой части хребта каждые 300—400 лет. Континенты не плывут по океанической коре, а перемещаются по мантии, будучи пассивно впаяны в литосферные плиты. Согласно концепции спрединга, океанические бассейны — структуры непостоянные, неустойчивые, континенты же — устойчивые.
В 1963 году гипотеза спрединга получила мощную поддержку в связи с открытием полосовых магнитных аномалий океанического дна. Они были интерпретированы Р. Мэйсоном и независимо Ф. Вайном и М. Мэтьюзом как запись инверсий магнитного поля, зафиксированная в намагниченности базальтов дна океана. После этого теория о тектонике плит получила широкое признание — всё больше учёных стали понимать, что именно эта теория даёт реальные объяснения сложнейшим земным процессам. В настоящее время научные представления о строении и движении литосферы основаны именно на концепции о тектонике литосферных плит.